# Jan Andreska
Ing. Jan Andreska Ph.D (* 12. července 1963 Písek) je český zoolog, ekolog, ornitolog a pedagog, jenž se ve svých pracích specializuje na interdisciplinární propojení biologie s historií.

## Studia
Stejně jako jeho otec vystudoval Lesnickou fakultu, ale na škole v Brně (Vysoké škole zemědělské), kde absolvoval roku 1985 s diplomovou prací „Myslivecké muzejnictví“ a titulem Ing. Jeho vedoucím pedagogem byl Prof. Ing. Josef Hromas, CSc. V letech 1985–1986 své znalosti prohluboval na studijním pobytu v Ústavu experimentální fytotechniky ČSAV Brno, kde byl kromě studia toho času zaměstnán. Své postgraduální studium v Ústavu ekologie lesa VŠZ Praha uzavřel závěrečnou prací „Škody bleskem na dubu letním a olši lepkavé v parcích v Hluboké nad Vltavou“.
Pedagogické vzdělání dokončil při postgraduálním studiu na Pedagogické fakultě UK v Praze dizertační prací: „Některé aspekty výuky zoologie obratlovců na základních a středních školách“. Jeho školitelem byl Doc. PhDr. Petr Dostál, CSc.

## Zaměstnání
V letech 1986 – 1997 pracoval jako ochránce přírody v Pražském ústavu státní památkové péče a ochrany přírody. Od roku 1997 dosud je zaměstnán jako vyučující na katedře biologie a environmentálních studií Pedagogické fakulty UK v Praze .

## Tvorba
Kromě své pedagogické profese píše články pro přírodovědná vědecká i populárně-naučná periodika, další tvorbu zaměřuje na témata biologie propojená s historií (Sanquis, Živa, Vesmír a další). Pravidelně spolupracuje s Českým rozhlasem, se stanicemi Dvojka, kde bývá hostem pořadu Meteor, a stanicí Leonardo, kam pravidelně přispívá vlastními relacemi.